# Dolichocephala argus
Dolichocephala argus är en tvåvingeart som beskrevs av Axel Leonard Melander 1927. Dolichocephala argus ingår i släktet Dolichocephala och familjen dansflugor.
Artens utbredningsområde är Washington. Inga underarter finns listade i Catalogue of Life.